# Katharina Althaus
Katharina Althaus (født 23. maj 1996 i Oberstdorf) er en tysk skihopper. Hun er medlem af Zoll Ski Team  og starter for SC Oberstdorf. 

## Karriere
Althaus' første store internationale succes kom ved de ungdomsolympiske vinterlege i 2012, hvor hun sammen med Andreas Wellinger og Tom Lubitz vandt guld i holdkonkurrencen samt individuelt vandt sølv. To år senere deltog hun første gang i senior-OL, hvor hun blev nummer 23 i kvindernes individuelle konkurrence.
I 2015 blev hun verdensmester for blandede hold.
Ved vinter-OL 2018 i Pyeongchang deltog hun i den individuelle konkurrence, hvor hun med et spring på 123,2 m i første runde placerede sig på andenpladsen efter norske Maren Lundby, og i anden runde blev Althaus igen nummer to med 129,4 m, også her efter Lundby. Lundby blev dermed olympisk mester med 264,6 point, mens Althaus fik sølv med 252,6 point, og japanske Sara Takanashi vandt bronze med 243,8 point.
Ved VM 2019 i Seefeld var hun med til at vinde guld på kvindernes hold og det blandede hold, mens hun vandt sølv individuelt, og ved VM 2021 på hjemmebanen i Oberstdorf var hun med til at genvinde VM-titlen for blandede hold.
Hun var igen med ved vinter-OL 2022 i Beijing, hvor hun efter at have været bedst i første runde måtte nøjes med en tredjeplads i anden runde, hvilket gav hende en samlet andenplads med 236,8 point, mens Urša Bogataj fra Slovenien fik guld med 239,0 point og Nika Križnar, ligeledes fra Slovenien, sikrede sig bronze med 232,0 point. I holdkonkurrencen for blandede hold måtte tyskerne nøjes med en niendeplads.
VM i 2023 indbragte Althaus tre medaljer: Guld i de to holdløb samt bronze i den individuelle konkurrence.
Derudover har Katharina Althaus vundet talrige medaljer ved de tyske mesterskaber, vundet en stribe world cup-sejre og hentet tre samlede andenpladser i world cup'en (2018, 2019 og 2023).